# Brachyuromys
Genre
Brachyuromys est un genre de rongeurs de la famille des nésomyidés.

## Répartition
Comme tous les rongeurs de la sous-famille Nesomyinae, les espèces de ce genre sont endémiques de Madagascar.

## Liste des espèces
Selon ITIS (31 mai 2016) :
- Brachyuromys betsileoensis (Bartlett, 1880)
- Brachyuromys ramirohitra Major, 1896